# Eugenio Saini
Eugenio Saini (* 30. Januar 1939 in Mailand; † 16. Januar 2009) war ein italienischer Endurosportler.

## Karriere
Eugenio Saini begann 1952 mit dem Motorsport. 1957 gewann er mit einem 50-cm³-Motorrad einen Geschwindigkeitswettkampf in Bergamo. 1958 war er Mitglied einer Mannschaft, die auf der Rennstrecke Autodromo Nazionale Monza einen Geschwindigkeitsweltrekord über 24 Stunden aufstellte. 
1960 war er Mitglied der siegreichen italienischen Silbervasen-Mannschaft bei der Internationalen Sechstagefahrt in Österreich. Er fuhr auf einer Gilera 98. Im folgenden Jahr gewann er die Geländefahrt Valli Bergamasche.
1963 wurde er mit einer Moto Guzzi italienischer Enduro-Meister in der Klasse bis 125 cm³. Diesen Erfolg konnte er 1966 mit einer Gilera wiederholen. 
Er nahm zwischen 1960 und 1971 neun Mal an der Internationalen Sechstagefahrt teil und gewann acht Gold- und eine Silbermedaille.
Nach seiner aktiven Laufbahn war er mehrere Jahre Leiter der Motorsportgruppe der italienischen Polizei Fiamme Oro.

## Wichtigste Erfolge
Italienische Enduromeisterschaft1963, 1966
Internationale Sechstagefahrt1960 Silbervase